# Raúl Ariza
Raúl Ariza Pallarés (Benicàssim, Castellón, 1968) es un escritor y abogado español.
Ha colaborado con diversas revistas literarias y ha publicado relatos, artículos, reseñas y crítica literaria en varios medios digitales. En 2010, en una antología coordinada por la escritora Carolina Molina para la prestigiosa Revista Literaria EntreRíos (Nº 13-14, 2010), fue incluido entre una lista de los cuarenta y cuatro autores españoles más representativos del cuento español en ese momento. Sus relatos se han incluido también en otras antologías, como la de la colección Noctambulario, el proyecto pedagógico-literario Lectures d'Espagne, el libro De Antología, que recoge a los autores más representativos de lo que se ha venido en llamar Generación Bloguer,  o la antología Cuentos engranados, donde comparte nómina con los grandes nombres del cuento español actual, como el recientemente fallecido Medardo Fraile, Juan Jacinto Muñoz Rengel, Ángel Olgoso o Espido Freire, entre otros.
En septiembre de 2020 fue el autor ganador del XXIV Premio de Novela Negra Ciudad de Getafe 2020 con su novela Por mi gran culpa. 
En 2024 se inició como autor colaborador de la edición digital del diario La Vanguardia.
La imaginería literaria de Ariza deambula entre parajes donde se mezclan el tenebrismo y la esperanza, donde las lindes más oscuras del ser humano se nos presentan con un lirismo conciso, con una ternura escueta. Su literatura es por tanto una combinación exacta de desnudez y poética. 
De él han dicho: 
- "El talento de Ariza es grande, su estilo es versátil y su atención por los detalles y por la caracterización afortunada y eficaz de los personajes y los lugares que aparecen en sus historias demuestran a las claras que este autor empieza a publicar tarde -con algo más de cuarenta años- pero tiene un bagaje detrás que le sostiene y le hace a uno preguntarse cómo no ha aparecido antes en el mundo del libro." (Francisco Ortiz, escritor).
- "El estilo de Raúl es inconfundible. Si lees un texto suyo sin firmar sabes que lo ha escrito él. Muy personal. Raúl nunca juzga a sus personajes. Juzga el lector. No plantea moralejas. Solo hechos. Literatura pura. Y dura." (Manu Espada, escritor). 
- "Raúl Ariza domina varios recursos:la paradoja, la ironía, la atmósfera erótica y criminal, el juego de las apariencias" (Antón Castro, director del suplemento cultural del Heraldo de Aragón, "Artes&Letras" y Premio Nacional de Periodismo Cultural 2013).
Ariza es autor de cuatro libros de relatos. Los tres primeros; Elefantiasis, cuyos cuentos llegaron a ser traducidos al alemán, La suave piel de la anaconda, ambos con ilustraciones de la pintora castellonense Carmen Puchol, y Glóbulos versos. El cuarto y más reciente, Pústulas. 
También es autor de tres novelas: Un viaje solo para hombres (Ediciones Versátil, 2017), una novela en la que la violencia machista, que es diseccionada y analizada con tensión y rigor inusual, sirve de telón de fondo y leit motiv fundamental, y en la que se suscita un viaje sin retorno por vías/vidas paralelas que confluyen, al final, en un destino fatídico. Una obra donde destaca de forma especial el estudio psicológico de cada personaje y un pulso narrativo subyugado por la propia humanidad del relato. José Manuel González De La Cuesta, escritor y presidente de la Asociación de Escritores de la Provincia de Castellón, ha dicho: "Un viaje sólo para hombres” (Versatil, 2017), es una novela donde nada es lo que parece. No es una novela negra; no es una novela policíaca, ni de investigación: no es un thriller psicológico, y el amor brilla por su ausencia. Ni siquiera con los personajes se tiene la sensación de que son lo que simulan ser. Sin embargo, es un poco de todo, porque Raúl sabe jugar muy bien con el lector, como si de un laberinto de espejos se tratase, donde la realidad queda escondida entre reflejos falsos de apariencia" , Antes. Entonces. Nunca (Talentura Libros, febrero 2019), donde a partir del retrato grotesco de un personaje obsesionado por su belleza, Ariza compone un melodrama en tres actos, que le sirve para hacer una aproximación, sin estridencias ni subrayados, al ancestral mito literario de Narciso y Por mi gran culpa (Editorial EDAF, octubre 2020) con la que ha obtenido el XXIV Premio de Novela Negra Ciudad de Getafe 2020, uno de los más prestigiosos galardones del panorama literario español. De esta obra, el escritor Fernando Marías, uno de los miembros del jurado, ha dicho "Arranca con un gran poderío, toda una invitación a seguir leyendo que no deja opción a la mirada lectora. Gran riesgo en la propuesta, mayor riesgo en la voz narrativa."
Ariza también ha participado en diversos libros colectivos como, Los que cuentan, Los Intachables y Los Incorregibles; en colecciones extranjeras como, Lectures d'ailleurs, proyecto literario pedagógico a cargo de Caroline Lepage, para las universidades de la ciudad de Poitiers (Francia), en el que se incluyen obras de los autores españoles más representativos del momento; así como en importantes antologías del cuento español, como De Antología, antologada por los escritores Manu Espada y Rosana Alonso, o la de Cuentos engranados, antologada por los escritores Carolina Molina y Jesús Cano.

## Publicaciones

### Narrativa

#### Libros de relatos
- Elefantiasis (prólogo a cargo de Francisco Machuca); (Editores Policarbonados, 2010). Se trata de una colección de relatos sobre un retrato cáustico de una sociedad decadente. En palabras de los críticos: "en el ambiente de este libro siempre flota alguna reticencia residual del tiempo y de la civilización".
- La suave piel de la anaconda (prólogo a cargo de Ángel Olgoso); (Talentura Libros, 2012). Nos encontramos ante un verdadero análisis de lo cotidiano, del silencio, de la caricia, de la gente desolada, desnuda o confusa.
- Glóbulos versos (prólogo a cargo de Antón Castro); (Talentura Libros, 2014). Existe en este libro, ante todo, la vocación de contar. Contar y recontar una historia: uno o varios personajes, una acción, un estado de ánimo o una atmósfera y un desenlace. Todo escrito en corto con la medida de la contención, con el fogonazo del asombro.
- Pústulas, (Talentura, 2025). Relatos ásperos, crudos, sin disculpas. Algo así como una detallada exploración de las sombras que acechan bajo la superficie de la vida cotidiana, desnudando las capas de dolor que todos llevamos dentro.

#### Libros colectivos y antologías
Los relatos de Raúl Ariza aparecen en las siguientes publicaciones:
- Los que cuentan, Revista de Arte y Letras EntreRíos (Nº 13-14, 2010)
- Los intachables, (Libro colectivo en el que es autor de dos relatos); (Hipalage, 2012)
- Lectures d'Espagne, auteurs espagnols du XXI e Siècle, (proyecto literario en el que es autor de tres relatos); (Tradabordo, 2012)
- Los incorregibles (Libro colectivo en el que es autor de dos relatos); (Urania Ediciones, 2013)
- De Antología (Antología de microrrelatos, en la que es autor de dos relatos); (Talentura Libros, 2013)
- Cuentos engranados (Libro colectivo, en el que es autor de un relato); (Edit. TransBooks, 2013)
- Cuarenta plumas y pico (Libro colectivo, en el que es autor de dos relatos); (III Certamen de Relato Corto para Mesilla de Noche 2014)
- Nocturnario. 101 imágenes y 101 escrituras, ilustrado con collages de Ángel Olgoso y textos inéditos de un centenar de escritores españoles e hispanoamericanos (Nazarí, 2016).

#### Novela
- Un viaje solo para hombres; (Ediciones Versátil, 2017). Un viaje sin retorno de tres personajes, que no saben a dónde van.
- Antes. Entonces. Nunca; (Talentura Libros, 2019). Una aproximación singular al mito de Narciso.
- Por mi gran culpa*; (EDAF, 2020). Una sutil pero contundente denuncia de la violencia machista, en medio de una trepidante trama negra.